# Tim Elliott
Timothy Samuel Elliott (Wichita, 24 dicembre 1986) è un lottatore di arti marziali miste statunitense attualmente sotto contratto con la federazione Titan FC, nella quale è il campione dei pesi mosca dal 2015.
Inoltre è stato sotto contratto con la Ultimate Fighting Championship, dove ottenne un record di 2 vittorie e 4 sconfitte sempre nella medesima categoria..

## Biografia
Elliott nacque il 24 dicembre del 1986 a Wichita nel Kansas. Timothy cominciò gli studi al Campus High School del suo paese, per poi essere trasferito alla South High School quando era ancora un ragazzino. In queste scuola cominciò a praticare lotta nel 2005, diventando anche campione del Kansas. Successivamente entrò a far parte nella comunità di wrestling del college per poi trasferirsi all'università di Oklahoma. Elliott ottenne la laurea in scienza e in studi generali.

## Carriera nella arti marziali miste
Timothy ottenne un record di 8 vittorie, 2 sconfitte e un pareggio nei suoi primi combattimenti nelle arti marziali miste, prima di firmare un contratto con la UFC. Tra queste vittorie mandò a segno un incredibile KO all'ex campione dei pesi leggeri della UFC Jens Pulver.

### Ultimate Fighting Championship
Elliott firmò un contratto con la UFC il 17 aprile del 2012. Al suo debutto affrontò il vincitore della quattordicesima stagione del reality show The Ultimate Fighter John Dodson, sostituendo l'infortunato Darren Uyenoyama. Dodson vinse il match per decisione unanime.
Al suo secondo incontro affronto Jared Papazian, il 15 dicembre, all'evento The Ultimate Fighter: Team Carwin vs. Team Nelson Finale. Elliott vinse l'incontro per decisione unanime, ottenendo anche il premio Fight of the Night.
Il 31 agosto del 2013 ad UFC 164 si scontrò con Louis Gaudinot, vincendo il match per decisione unanime.
Il 16 novembre apparve per la prima volta nella card principale di un evento della Ultimate Fighting Championship (UFC 167) contro Ali Bagautinov. Timothy perse per decisione unanime.
Nell'aprile del 2014 perse l'incontro con Joseph Benavidez per sottomissione al primo round, all'evento UFC 172.
Ad agosto doveva affrontare Wilson Reis ad UFC Fight Night: Henderson vs. dos Anjos. Tuttavia, Elliott venne rimosso dalla card per infortunio e venne sostituito da Joby Sanchez.
Nel febbraio del 2015 subì la terza sconfitta consecutiva per mano dell'ex campione dei pesi gallo Bellator Zach Makovsky. A causa di ciò viene rilasciato dalla UFC.

### Titan FC
Elliott fece il suo debutto nella nuova promozione contro l'ex lottatore della UFC Iliarde Santos all'evento Titan FC 34, in un match valido per il titolo inaugurale dei pesi mosca. Tim vinse l'incontro per decisione unanime dominando dal primo all'ultimo round ed ottenne il titolo dei pesi mosca Titan FC.
Alla sua prima difesa titolata, Elliott affrontò l'imbattuto Felipe Efrain, il 19 settembre 2015. Tim difese il titolo per sottomissione al secondo round.
Successivamente dovette affrontare Pedro Nobre, il 5 marzo del 2016; vincendo l'incontro per decisione unanime.

### The Ultimate Fighter
Il 21 luglio, Elliot venne inserito nel cast della ventiquattresima stagione del reality The Ultimate Fighter. Il vincitore dello show, avrebbe ottenuto la chance di affrontare Demetrious Johnson per il titolo dei pesi mosca. Elliott venne scelto come scelta numero uno, da Joseph Benavidez.
Al primo incontro dovette affrontare un membro del 'Team Cejudo', Charlie Alaniz. Riuscì a sottometterlo al primo round con una bulldog choke. Nei quarti, si trovò faccia a faccia con Matt Schnell. Dopo essere stato colpito da un potente calcio all'inguine nei primi secondi dell'incontro, Tim riuscì a recuperare e a finalizzare il suo avversario con uno strangolamento frontale. Nelle semifinali, dovette vedersela con Eric Shelton, vincendo anche questo match per decisione di maggioranza. Alla finale si trovò ad affrontare il compagno di squadra Hiromasa Ogikubo. Elliott vinse per decisione unanime, divenendo il vincitore del reality show.

### Ritorno in UFC
A seguito della vittoria del reality show, a Elliott venne data la possibilità di affrontare Demetrious Johnson per il titolo dei pesi mosca, il 3 dicembre del 2016. Alla prima ripresa, Elliott ebbe la meglio sul campione, andando vicino alla vittoria per sottomissione. Nei successivi 4 round però, si trovò in netta difficoltà nel contrastare la lotta a terra del campione. Infine Elliott venne sconfitto per decisione unanime.

## Titoli e riconoscimenti
- Ultimate Fighting Championship
  - Fight of the Night (una volta)

## Risultati nelle arti marziali miste
| Risultato | Record  | Avversario          | Metodo                              | Evento                                                   | Data              | Round | Tempo | Luogo                        | Note                                               |
| --------- | ------- | ------------------- | ----------------------------------- | -------------------------------------------------------- | ----------------- | ----- | ----- | ---------------------------- | -------------------------------------------------- |
| Sconfitta | 17-12-1 | Matheus Nicolau     | Decisione (unanime)                 | UFC Fight Night: Dern vs. Rodriguez                      | 9 ottobre 2021    | 3     | 5:00  | Las Vegas, Stati Uniti       |                                                    |
| Vittoria  | 17-11-1 | Jordan Espinosa     | Decisione (unanime)                 | UFC 259: Błachowicz vs. Adesanya                         | 6 marzo 2021      | 3     | 5:00  | Las Vegas, Stati Uniti       |                                                    |
| Vittoria  | 16-11-1 | Ryan Benoit         | Decisione (unanime)                 | UFC on ESPN: Kattar vs. Ige                              | 16 luglio 2020    | 3     | 5:00  | Abu Dhabi, Emirati Arabi     |                                                    |
| Sconfitta | 15-11-1 | Brandon Royval      | Sottomissione (arm-triangle choke)  | UFC on ESPN: Woodley vs. Burns                           | 20 maggio 2020    | 2     | 3:18  | Las Vegas, Stati Uniti       | Fight of the Night                                 |
| Sconfitta | 15-10-1 | Askar Askarov       | Decisione (unanime)                 | UFC 246: McGregor vs. Cerrone                            | 18 gennaio 2020   | 3     | 5:00  | Las Vegas, Stati Uniti       |                                                    |
| Sconfitta | 15-9-1  | Deiveson Figueiredo | Sottomissione (guillotine choke)    | UFC Fight Night: Joanna vs. Waterson                     | 12 ottobre 2019   | 1     | 3:08  | Tampa, Stati Uniti           | Ritorno nei pesi mosca                             |
| Vittoria  | 15-8-1  | Mark De La Rosa     | Sottomissione (anaconda choke)      | UFC 219: Cyborg vs. Holm                                 | 30 dicembre 2017  | 2     | 1:41  | Las Vegas, Stati Uniti       | Ritorno nei pesi gallo. Performance of the Night   |
| Sconfitta | 14-8-1  | Ben Nguyen          | Sottomissione (rear-naked choke)    | UFC Fight Night: Lewis vs. Hunt                          | 11 giugno 2017    | 1     | 0:49  | Auckland, Nuova Zelanda      |                                                    |
| Vittoria  | 14-7-1  | Louis Smolka        | Decisione (unanime)                 | UFC on Fox: Johnson vs. Reis                             | 15 aprile 2017    | 3     | 5:00  | Kansas City, Stati Uniti     | Fight of the Night                                 |
| Sconfitta | 13-7-1  | Demetrious Johnson  | Decisione (unanime)                 | The Ultimate Fighter: Tournament of Champions Finale     | 3 dicembre 2016   | 5     | 5:00  | Las Vegas, Stati Uniti       | Per il titolo dei Pesi Mosca UFC                   |
| Vittoria  | 13-6-1  | Pedro Nobre         | Decisione (unanime)                 | Titan FC 37                                              | 5 marzo 2015      | 5     | 5:00  | Ridgefield, Stati Uniti      | Difende il titolo dei Pesi Mosca Titan FC          |
| Vittoria  | 12-6-1  | Felipe Efrain       | Sottomissione (ghigliottina)        | Titan FC 35                                              | 19 settembre 2015 | 2     | 2:30  | Ridgefield, Stati Uniti      | Difende il titolo dei Pesi Mosca Titan FC          |
| Vittoria  | 11-6-1  | Iliarde Santos      | Decisione (unanime)                 | Titan FC 34                                              | 18 luglio 2015    | 5     | 5:00  | Kansas City, Stati Uniti     | Vince il titolo inaugurale dei Pesi Mosca Titan FC |
| Sconfitta | 10-6-1  | Zach Makovsky       | Decisione (unanime)                 | UFC Fight Night: Henderson vs. Thatch                    | 14 febbraio 2015  | 3     | 5:00  | Broomfield, Stati Uniti      |                                                    |
| Sconfitta | 10-5-1  | Joseph Benavidez    | Sottomissione (ghigliottina)        | UFC 172: Jones vs. Teixeira                              | 26 aprile 2014    | 1     | 4:08  | Baltimora, Stati Uniti       |                                                    |
| Sconfitta | 10-4-1  | Ali Bagautinov      | Decisione (unanime)                 | UFC 167: St-Pierre vs. Hendricks                         | 16 novembre 2013  | 3     | 5:00  | Las Vegas, Stati Uniti       |                                                    |
| Vittoria  | 10-3-1  | Louis Gaudinot      | Decisione (unanime)                 | UFC 164: Henderson vs. Pettis                            | 31 agosto 2013    | 3     | 5:00  | Milwaukee, Stati Uniti       |                                                    |
| Vittoria  | 9-3-1   | Jared Papazian      | Decisione (unanime)                 | The Ultimate Fighter: Team Carwin vs. Team Nelson Finale | 15 dicembre 2012  | 3     | 5:00  | Las Vegas, Stati Uniti       | Fight of the Night                                 |
| Sconfitta | 8-3-1   | John Dodson         | Decisione (unanime)                 | UFC on Fox: Diaz vs. Miller                              | 5 maggio 2012     | 3     | 5:00  | East Rutherford, Stati Uniti | Debutto in UFC                                     |
| Vittoria  | 8-2-1   | Josh Rave           | Sottomissione tecnica (brabo choke) | RFA 2: Yvel vs. Alexander                                | 30 marzo 2012     | 1     | 0:28  | Kearney, Stati Uniti         | Passa ai Pesi Mosca                                |
| Vittoria  | 7-2-1   | Jens Pulver         | KO (ginocchiata)                    | RFA 1: Elliott vs. Pulver                                | 16 dicembre 2011  | 2     | 2:12  | Kearney, Stati Uniti         |                                                    |
| Vittoria  | 6-2-1   | Kashif Solarin      | Sottomissione (strangolamento)      | Cowboy MMA: Caged Cowboys                                | 21 maggio 2011    | 1     | 0:57  | Ponca City, Stati Uniti      |                                                    |
| Vittoria  | 5-2-1   | John McDowell       | KO Tecnico (pugni)                  | Art of War Cage Fights                                   | 26 febbraio 2011  | 1     | 2:56  | Ponca City, Stati Uniti      |                                                    |
| Vittoria  | 4-2-1   | Victor Dominguez    | Decisione (unanime)                 | C3 Fights                                                | 22 ottobre 2010   | 3     | 5:00  | Newkirk, Stati Uniti         |                                                    |
| Vittoria  | 3-2-1   | Cody Fuller         | Sottomissione (strangolamento)      | Bricktown Brawl 5                                        | 25 giugno 2010    | 3     | 2:34  | Oklahoma City, Stati Uniti   |                                                    |
| Vittoria  | 2-2-1   | Michael Casteel     | Sottomissione (strangolamento)      | Bricktown Brawl 4                                        | 2 aprile 2010     | 1     | 2:01  | Oklahoma City, Stati Uniti   |                                                    |
| Vittoria  | 1-2-1   | Victor Veloquio     | KO (pugni)                          | BB 3: Holiday Havoc                                      | 11 dicembre 2009  | 1     | 0:33  | Oklahoma City, Stati Uniti   |                                                    |
| Sconfitta | 0-2-1   | Jacky Bryant        | KO Tecnico (pugni)                  | Bricktown Brawl 2                                        | 28 agosto 2009    | 1     | 0:52  | Oklahoma City, Stati Uniti   |                                                    |
| Sconfitta | 0-1-1   | Shane Howell        | Sottomissione (strangolamento)      | Harrah Fight Night                                       | 27 giugno 2009    | 3     | 2:25  | Harran, Stati Uniti          |                                                    |
| Parità    | 0-0-1   | Jerod Spoon         | Parità                              | Bricktown Brawl 1                                        | 8 maggio 2009     | 3     | 5:00  | Oklahoma City, Stati Uniti   |                                                    |